# Russisch-Österreichischer Türkenkrieg (1736–1739)
Der Russisch-Österreichische Türkenkrieg (1736–1739; auch 4. Russischer Türkenkrieg bzw. 7. Österreichischer Türkenkrieg) war ein Kampf des mit der Russischen Kaiserin verbündeten österreich-habsburgischen Kaisers des Heiligen Römischen Reiches gegen das Osmanische Reich, bei dem es einerseits um die russische Expansion zum Schwarzen Meer, andererseits um habsburgische Eroberungen auf dem Balkan ging. Der Konflikt reiht sich demnach in eine lange Kette dauernder Türkenkriege ein. Dem offiziellen Ausbruch des Krieges gingen im Jahre 1735 bereits einige Scharmützel und Strafexpeditionen im Khanat der Krim voraus, weshalb in der Literatur gelegentlich das Jahr des Kriegsbeginns mit 1735 angegeben wird.

## Vorgeschichte

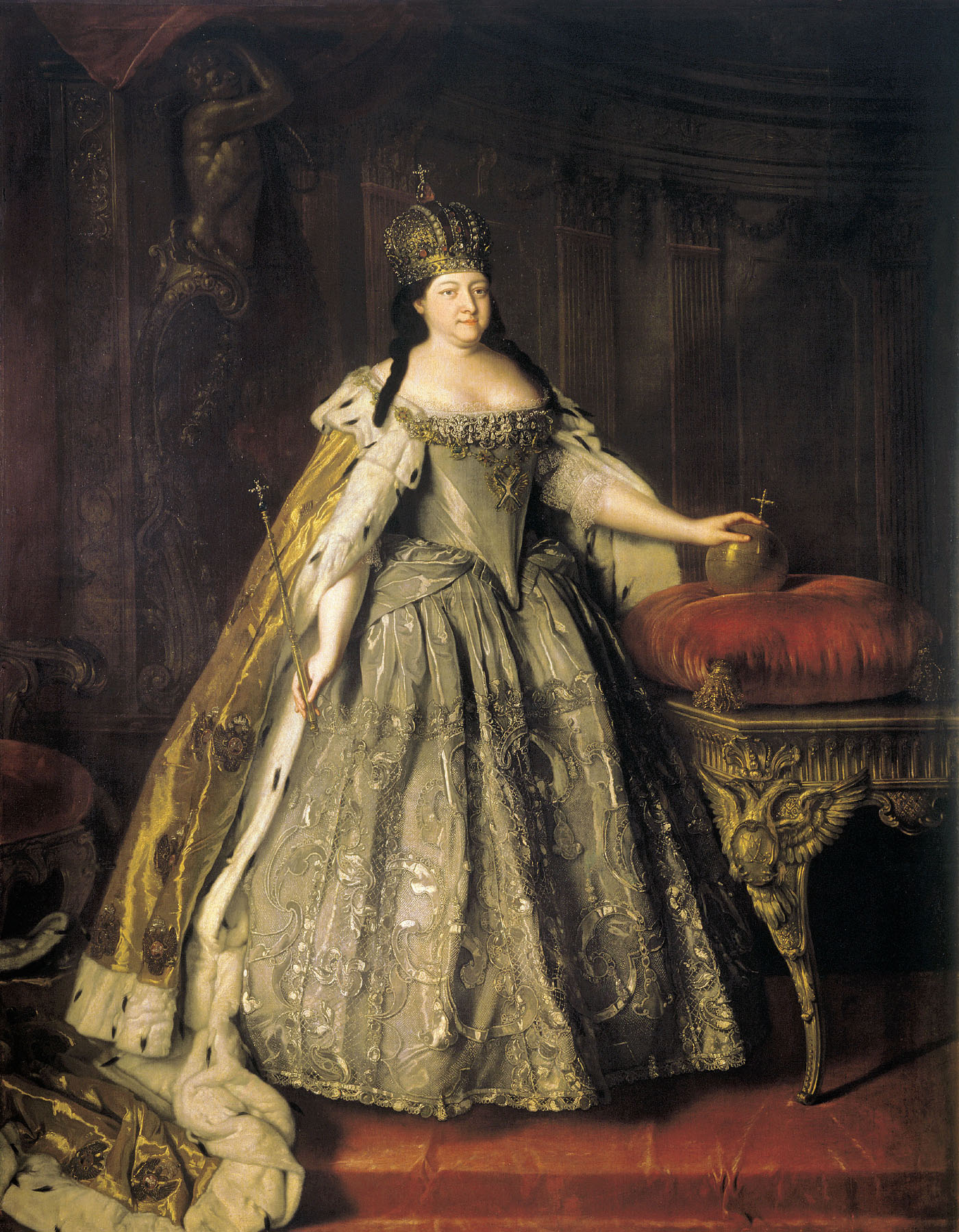
Kaiserin Anna (1693–1740)

Das Russische Kaiserreich unter Kaiserin Anna (* 1693, reg. 1730–1740) verfolgte in den 1730er Jahren weiterhin die strategischen Ziele Peters des Großen (1672–1725), die darin bestanden, die Grenzen des Reiches bis an die Küsten des Schwarzen Meeres auszudehnen, die allerdings zu Vasallenstaaten des Osmanischen Reiches gehörten. Davon versprach man sich einen Anteil am ergiebigen Schwarzmeer- und Mittelmeerhandel. Als es in Asien zu kriegerischen Verwicklungen zwischen dem Osmanischen Reich und den Persern (1731–1736) kam, entdeckte man darin russischerseits eine günstige Gelegenheit zum Angriff. Begünstigt wurde diese Entscheidung durch die vorherrschende Ansicht bei den führenden russischen Ministern (Biron, Ostermann, Münnich), das Osmanische Reich sei dem Kollaps nahe. Als unmittelbarer Vorwand dienten im Jahre 1735 die gelegentlichen Einfälle der Krimtataren in die russischen Grenzgebiete, woraufhin im folgenden Frühjahr die Feindseligkeiten eröffnet wurden.
Für die Habsburger mit ihrem römisch-deutschen Kaiser stellte sich die Situation anders dar. Nach dem Venezianisch-Österreichischen Türkenkrieg (1714–1718) hatten sie im Frieden von Passarowitz das Banat und Belgrad von den Osmanen erobert. Aber im Polnischen Thronfolgekrieg (1733–1735/1738) hatten sie vor allem in Italien größere Gebietsverluste hinnehmen müssen. Kaiser Karl VI. hoffte deshalb in einem erneuten Krieg gegen das Osmanische Reich, neue Länder zu erobern, um mit diesen die vorherigen Verluste zu kompensieren. Außerdem wollte er mit seinem Kriegseintritt 1737 verhindern, dass das Zarenreich seinen Einfluss auf dem Balkan zu weit ausdehnen könnte. Auch verpflichtete ihn ein Bündnis mit Russland aus dem Jahre 1726, das während der Krise um den Englisch-Spanischen Krieg (1727–1729) entstanden war, Russland im Kriegsfall mit mindestens 30.000 kaiserlichen Soldaten zu unterstützen. Schließlich waren russische Truppen im Polnischen Thronfolgekrieg zur Unterstützung des Kaisers an den Rhein vorgerückt, was dieser nun vergelten wollte.

## Militärischer Verlauf

### Feldzug 1736

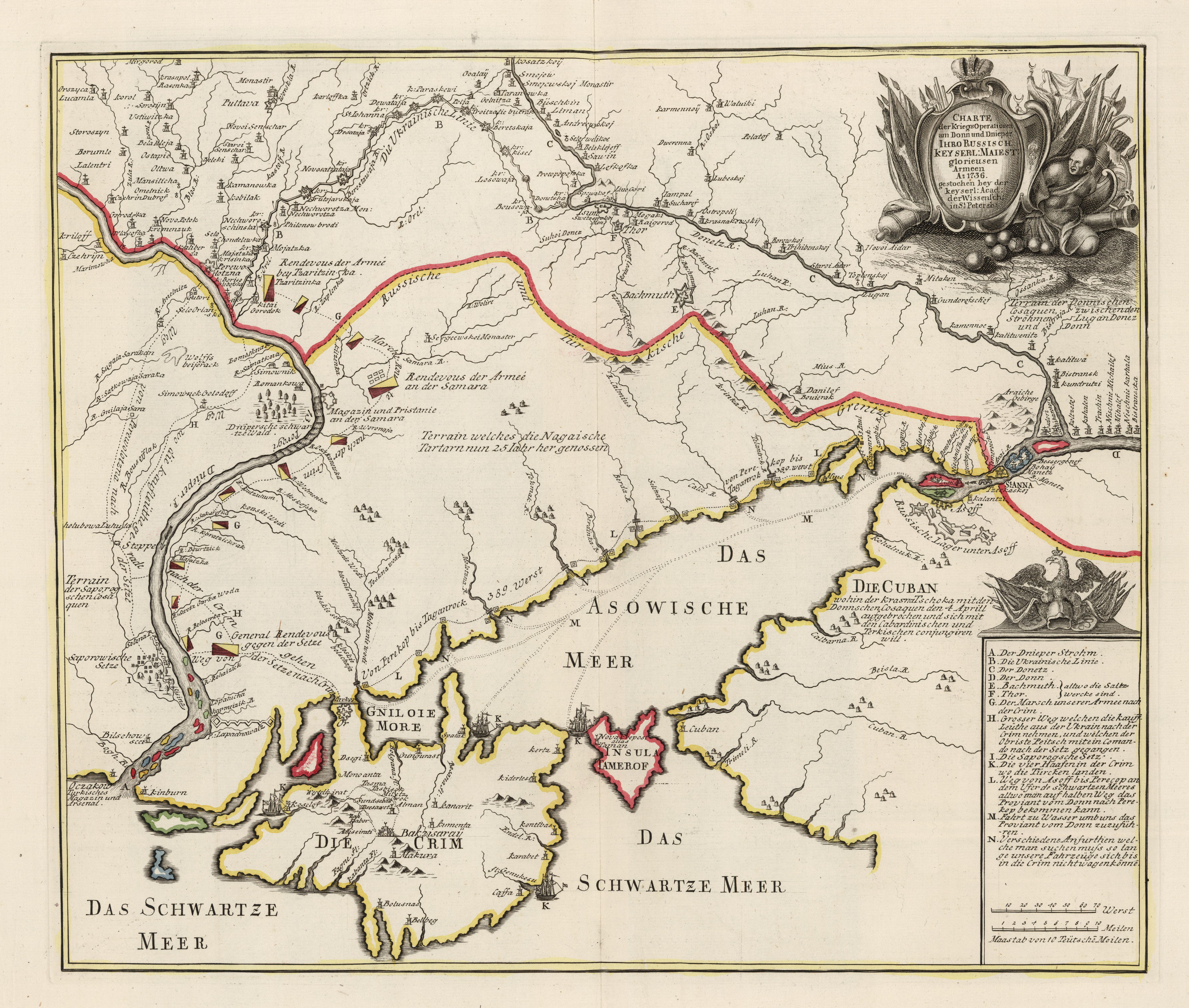
Operationen am Don und Dnepr 1736

Ukraine – Der Feldzugsplan des russischen Oberbefehlshabers Feldmarschall Burkhard Christoph von Münnich (1683–1767) sah vor, zunächst mit einem Korps die Festung Asow zu erobern und gleichzeitig mit der Hauptarmee auf die Krim vorzustoßen. Diese wurde an der Landenge von Perekop durch eine starke Befestigungslinie geschützt. Am 28. Mai erstürmte die russische Hauptarmee (ca. 54.000 Mann) unter Feldmarschall Münnich diese Linie und nahm die Stadt selbst ein. Nachdem er einen Teil seiner Armee (13.000 Mann) unter General Leontjew ausgeschickt hatte, um Kinburn einzunehmen, stieß er mit dem Rest seiner Truppen auf die Krimhalbinsel vor. Bachtschyssarai, der Sitz des Khans der Krimtataren, sowie die gesamte Halbinsel wurden verwüstet, bevor Münnich sich aufgrund von Versorgungsschwierigkeiten und Krankheiten in seiner Armee wieder in die Ukraine zurückzog. Graf Peter von Lacy (1678–1751) hatte inzwischen mit seinem Korps (ca. 15.000 Mann) am 4. Juli Asow erobert und General Leontjew hatte ohne Mühe Kinburn eingenommen. Es war zwar zu keinen größeren Schlachten gekommen, aber aufgrund von Krankheiten und des ständigen Kleinkriegs der Krimtataren hatte die Russische Armee fast 30.000 Mann verloren.

### Feldzüge 1737

Kriegskarte mit Frontverläufen von 1737 zum Russisch-Österreichischer Türkenkrieg

Ukraine – Schon Ende April ging die russische Hauptarmee (ca. 65.000 Mann) unter Feldmarschall Münnich über den Dnepr und marschierte zur Festung Otschakow, welche von 20.000 Osmanen verteidigt wurde. Am 10. Juli erreichte Münnich die Stadt und eröffnete sofort das Feuer. Ohne eine Belagerung gelang es, die Festung im Sturm einzunehmen. Danach setzten die Russen die Verteidigungsanlagen der Festung wieder instand. Münnich zog mit der Armee an den Bug, um von dort aus Otschakow zu decken. Dabei kam es nur zu kleineren Gefechten, bis sich Münnich Ende August wieder in die Winterquartiere zurückzog. Ende Oktober erschien ein 40.000 Mann starkes Heer der Osmanen und Tataren unter dem Seraskier Ali Pascha und dem Khan der Krimtataren vor der Festung Otschakow und versuchte, sie zu stürmen. Als dies jedoch misslang, mussten sich auch die Osmanen wieder zurückziehen. Graf Lacy hatte unterdessen mit einer zweiten Armee (ca. 40.000 Mann) am Don und dem Asowschen Meer gegen die Krim operiert. Im Juli gelang es ihm, erneut in die Krim einzubrechen, von der er sich jedoch im August wieder zurückziehen musste.

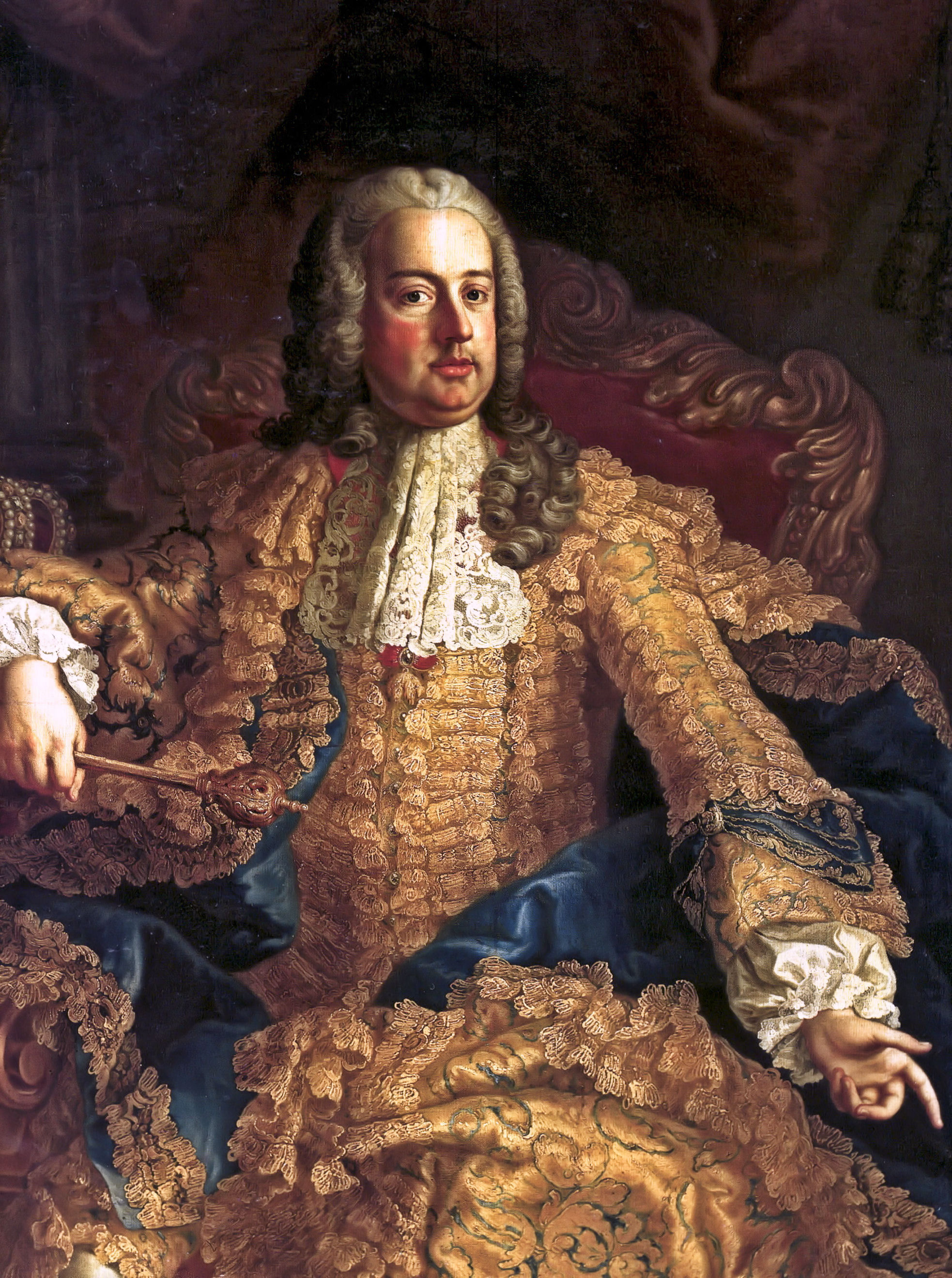
Franz I. Stephan von Lothringen

Balkan – Am 12. Juli überschritten kaiserliche Truppen (80.000 Mann; 36.000 Pferde; 50.000 Milizen) zunächst unter dem Kommando von Franz Stephan von Lothringen (1708–1765), dem Gemahl Maria Theresias (1717–1780) die Grenzen zum Osmanischen Reich. Die Hauptarmee unter Feldmarschall Friedrich Heinrich von Seckendorff (1673–1763) besetzte Anfang August Nisch, ein kleineres Korps unter Feldmarschall Georg Olivier Graf von Wallis (1673–1744) besetzte einen Teil der Walachei und ein weiteres Korps unter dem Kommando des Prinzen Josef von Hildburghausen (1702–1787) belagerte Banja Luka. Letzteres Korps musste sich jedoch nach einer verlorenen Schlacht am 4. August vor einer osmanischen Übermacht hinter die Save zurückziehen. Von der Hauptarmee wurde eine Einheit unter Ludwig Andreas von Khevenhüller (1683–1744) zur Einnahme von Widin ausgesandt. Doch die Besatzung der Festung war verstärkt worden und so zog sich die Einheit nach der Schlacht bei Radojevatz (28. September 1737) bei Orsova über die Donau zurück. Dort vereinigte sie sich mit dem Korps des Grafen Wallis, der die Walachei geräumt hatte, da er meinte, sie nach dem Abzug der kaiserlichen Truppen vom Timok (bei Widin) nicht mehr behaupten zu können. Die Hauptarmee war inzwischen nach Westen gezogen, hatte die Bergfestung Užice eingenommen und die Belagerung Zvorniks begonnen. Durch diesen Marsch an die Drina, den Verlust Nischs an ein osmanisches Belagerungsheer und Khevenhüllers Rückzug vom Timok verlor man aber die Verbindungslinien durch das Moravatal zu den österreichischen Kernlanden. So zogen sich die kaiserlichen Truppen zum Jahresende aus Serbien zurück.

### Feldzüge 1738
Ukraine – Feldmarschall Münnich sollte mit der 50.000 Mann starken Hauptarmee am Dnister operieren mit dem Ziel, Bender oder Chotyn einzunehmen. Die Armee ging im Mai über den Dnepr und erreichte im Juni den Bug. An diesem Fluss belauerten sich das osmanische und das russische Heer den ganzen Sommer lang, so dass es nur zu wenigen größeren Gefechten (11. und 19. Juli) kam. Mangel an Lebensmitteln und Krankheiten bewogen Münnich im September, in die Ukraine zurückzukehren und Winterquartiere zu beziehen. Lacy, der wiederum mit 35.000 Mann gegen die Krim vorgehen sollte, um die Stadt Caffa zu nehmen, eroberte im Juli Perekop und brach erneut auf die Halbinsel ein. Am 20. Juli besiegte er die Osmanen in einen größeren Gefecht, aber da die Krim durch die Verheerungen der letzten Jahre zu stark verwüstet war, konnten sich die russischen Truppen dort nicht halten. Ende August räumten sie die Halbinsel. Die Festung Otschakow musste in diesem Jahr wieder kampflos aufgegeben werden.
Balkan – Graf Joseph Lothar von Königsegg-Rothenfels (1673–1751), der Präsident des Hofkriegsrates, übernahm den Oberbefehl über die Armee, auch wenn im Sommer Herzog Franz wieder bei der Armee eintraf. Das deutsche kaiserliche Reichsheer befand sich nun in der Defensive. In den vorangegangenen Jahren war das osmanische Heer u. a. von Graf Claude Alexandre de Bonneval (1675–1747) reformiert worden und hatte an Schlagkraft gewonnen. Mit Hilfe der verbesserten Artillerie eroberten die Osmanen nun Schritt für Schritt die serbischen Festungen zurück. Im Mai fielen sie ins Banat ein und besetzten Mehadia. Im Folgenden konzentrierten sich die Kämpfe auf die kleineren Donaufestungen. Königsegg errang zunächst einige Vorteile bei Ratza und Pancsova, aber am Ende des Jahres hatten die Osmanen Mehadia, Orșova, Ada Kaleh, Semendria und Utschitza erobert. An diesem Feldzug nahmen in größerem Umfang auch kurbayrische Regimenter teil, die vom Kaiser als Hilfstruppen erbeten worden waren.

### Feldzüge 1739

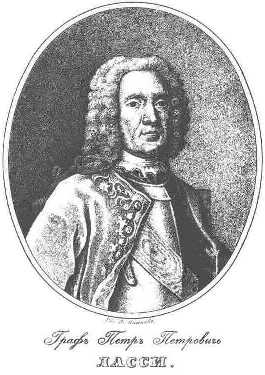
Peter Graf von Lacy (1678–1751)

Ukraine – Feldmarschall Münnich sammelte die Hauptarmee (57.000 Mann, 180 Geschütze) im Mai und führte sie über polnisches Territorium an den Dnjestr. Am 10. Juli überschritt diese Armee den Bug. Demgegenüber versammelte sich die osmanische Armee unter Beli Pascha bei Bender. Münnich versuchte zunächst, Chotyn zu erobern, aber auf dem Weg dorthin trat ihm überraschend das osmanische Heer entgegen. In der Schlacht bei Stawutschan besiegten die Russen am 27. August die osmanischen Truppen. Die Stadt Chotyn fiel kurze Zeit später. Da nunmehr kein osmanisches Heer mehr im Feld stand, rückte Münnichs Armee Anfang September ungehindert über den Pruth auf Jassy und Butschatsch vor, bevor es in die Winterquartiere ging. Dort erhielt Münnich die Nachricht vom abgeschlossenen Friedensvertrag.
Balkan – Mit dem Grafen Wallis erfolgte auf kaiserlicher Seite zu Beginn des Feldzuges erneut ein Wechsel des Oberbefehlshabers der etwa 60.000 Mann starken Armee. Mit dem größten Teil der Streitkräfte überquerte er bei Pancsova die Donau und zog nach Süden. Am 22. Juli traf er in der Schlacht bei Grocka auf die osmanische Hauptmacht und erlitt eine schwere Niederlage. Wallis zog sich daraufhin unter ständigen Kämpfen (Gefecht bei Pancsova am 30. Juli) über die Donau zurück, während die Osmanen mit der Belagerung Belgrads begannen. Diese Belagerung wurde bereits von intensiven Verhandlungen begleitet, die schließlich am 1. September zum Präliminarfrieden führten. Dies wurde beim wesentlich erfolgreicher kämpfenden Verbündeten Russland als Verrat empfunden.

## Friedensschluss und Folgen
Die Vermittlung zwischen den Kriegsparteien wurde durch französische Diplomaten organisiert, die traditionell gute Beziehungen zur Pforte unterhielten. Ziel Frankreichs war es, den Kaiser aus dem Bündnis mit Russland zu lösen und zugleich seinen eigenen Einfluss im Osmanischen Reich zu stärken. Die Bereitschaft aller drei Kriegsparteien war groß. Die Osmanen hatten gegenüber den Russen schwere Verluste und Niederlagen erlitten. Der Habsburger Kaiser hatte ebenfalls Niederlagen erlitten und stand vor dem Verlust Belgrads. Das Russische Kaiserreich sah sich durch die neuerliche Aufrüstung Schwedens bedroht und wünschte seine Armee bald nach Norden verlegen zu können.
Am 18. September 1739 schlossen der deutsche Kaiser und das Osmanische Reich den Frieden von Belgrad. Die Habsburgermonarchie musste die Kleine Walachei (im heutigen Rumänien) sowie Nordserbien mit Belgrad und einen Grenzstreifen in Nordbosnien an das Osmanische Reich abtreten und verlor damit die meisten ihrer Erwerbungen aus dem Frieden von Passarowitz vom 21. Juli 1718; ihr blieb nur das Temesvarer Banat.
Daraufhin glaubte man auch am russischen Kaiserhof Frieden schließen zu müssen und übertrug den französischen Diplomaten dafür alle Vollmachten. Der Beitritt zum Belgrader Frieden war für die Kaiserin Anna wenig vorteilhaft. Sie verzichtete auf alle territorialen Eroberungen. Nur die Festung Asow (deren Werke jedoch geschleift werden mussten) und die Stadt Saporischschja fielen an Russland. Als ein Resultat des Krieges beschnitt die Pforte in den folgenden Jahren die Rechte der russischen Händler im Schwarzen Meer erheblich. Im Mai 1740 wurden hingegen die französischen Handelsprivilegien ausgeweitet, indem sie als einzige Fremde im Osmanischen Reich vom Importzoll befreit wurden.